# Кућа у Ул. Фрушкогорској бр. 21 у Попинцима
Кућа у Ул. Фрушкогорској бр. 21 у Попинцима је подигнута у 18. веку. Има историјски значај јер се везује за Карађорђа и његов боравак у Срему 1787. године, после бекства из добровољачког одреда у Сомбору, у који је ступио по избијању Аустро-турског рата, посетио је породицу у Крушедолу, а затим наставио даље према Сави да би што пре стигао у Србију. Тако се нашао у Попинцима, у кући Месаровића који му је помогао да се преко Шимановаца и Деча пребаци у Прогар, и настави даље преко Саве. Данас се на кући налази спомен-плоча са натписом: „У овој кући боравио је 1787. год. / Карађорђе / вођа првог српског устанка“. Представља споменик културе од великог значаја.

## Изглед
Кућа је саграђена као приземни објекат, издужене правоугаоне основе, са двоводним кровом и забатном чеоном страном на регулационој линији Фрушкогорске улице. Целом дужином дворишне стране кућа има трем – гонк, са улазом на средини. Данас је у веома лошем стању, са прилично измењеном уличном фасадом која је у великој мери лишена ранијег пластичног украса, изведеног у малтерској пластици. Сокл и профилисани венац, који издваја забатни део грађевине, наглашавају хоризонталну поделу, док су плитки пиластри некада вертикално делили фасаду на три дела и раздвајали улазни део и делове у којима се налазе, сада замењени, правоугаони прозорски отвори.